# Jacob Levi Moreno
Jacob Levi Moreno (Bucarest, 18 maggio 1889 – Beacon, 14 maggio 1974) è stato uno psichiatra rumeno con cittadinanza austriaca naturalizzato statunitense. È noto soprattutto per essere stato l'ideatore dello psicodramma, del sociodramma, del role playing e di altre tecniche di intervento sui gruppi.

## Biografia

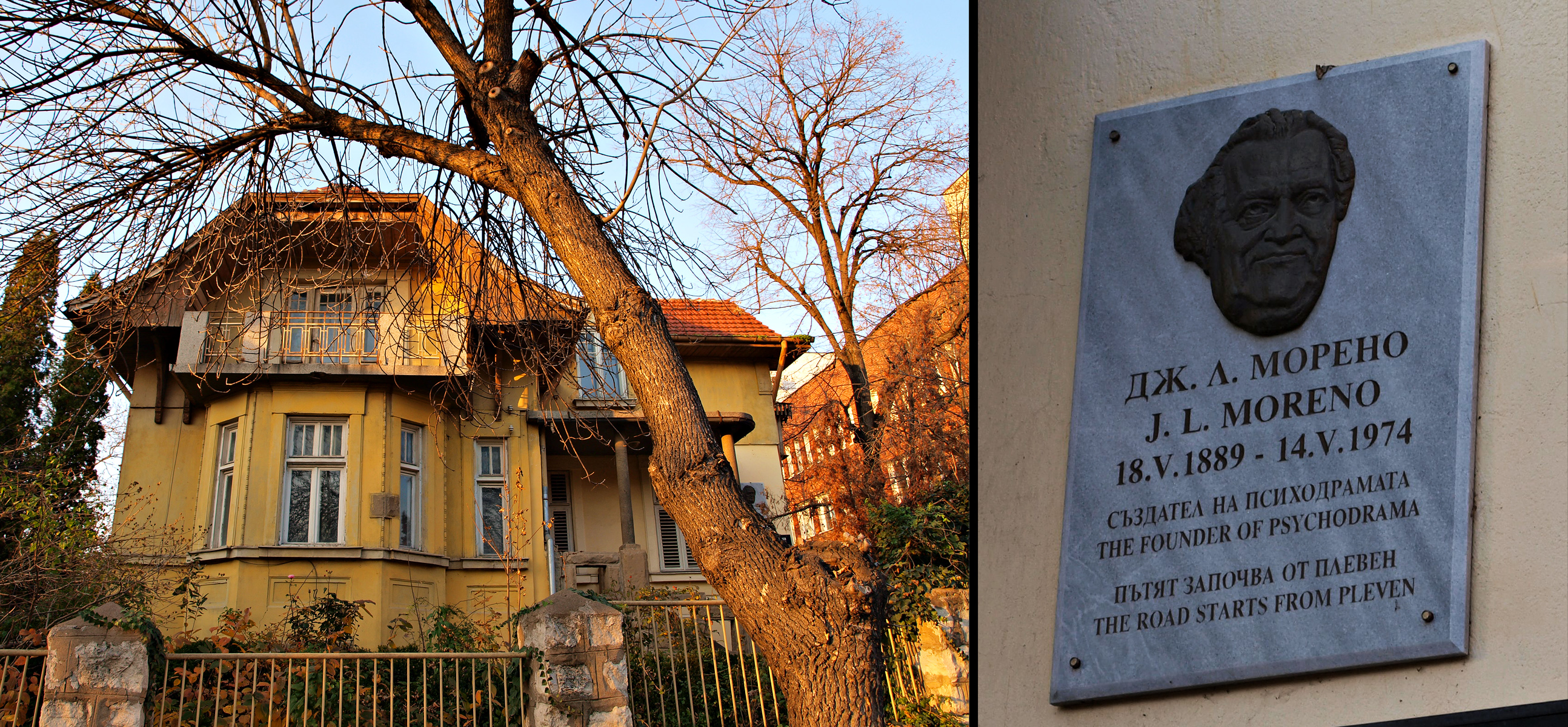
Casa dove visse il padre di Jacob L. Moreno a Pleven (Bulgaria) e targa commemorativa

Jacob Moreno Levy nacque a Bucarest da una famiglia di commercianti ebrei sefarditi, provenienti originariamente dalla Turchia ed emigrati in Romania. Trasferitosi con la famiglia a Vienna nel 1905,  ai tempi dell'impero austro-ungarico di Francesco Giuseppe, si trovò immerso in una realtà multietnica e multilinguistica, impregnata di una effervescente vitalità artistica e culturale.
Le note sulla sua infanzia sono ricche di particolari, tra i quali emerge la sua passione per il canto e la sua capacità di esprimersi in varie lingue, tra le quali il giudeo-spagnolo.

A Vienna studiò medicina, matematica e filosofia; nel 1912 assistette a una lezione di Freud, al quale, secondo la sua autobiografia,  disse: 
 Durante gli anni di studio, Moreno era solito frequentare il Prater di Vienna, dove si intratteneva spesso con i bambini giocando con loro, e da queste esperienze trasse gli spunti per formulare la sua teoria del role playing. Nel 1915 si occupò di un gruppo di prostitute e grazie a questo lavoro iniziò a capire l'importanza terapeutica che una persona può svolgere per un'altra. Tra il 1914 e il 1915 pubblicò tre libretti dal titolo "Invito a un incontro", contenenti le idee moreniane di base: l'importanza del creatore rispetto alla sua creazione, il concetto di inversione di ruolo (successivamente diventerà una tecnica fondamentale dello psicodramma) e la nozione di incontro, inteso come esperienza interpersonale profonda.
Laureatosi in medicina nel 1917, iniziò ad esercitare la professione proprio negli anni della prima guerra mondiale, collaborando attivamente prima in un campo di rifugiati in Austria, Mittendorf, ove furono evacuate molte famiglie del Trentino, e successivamente a Znolnok, in Ungheria, nei quali iniziò a capire le potenzialità della sociometria, ossia lo studio delle relazioni non solo tra i singoli, ma anche tra i gruppi e l’individuazione della posizione del singolo in questi ultimi.

Nel primo dopoguerra, riprese la sua attività di medico e di ricercatore, trovando anche il tempo per frequentare alcuni celebri luoghi di ritrovo (cafés de Vienne) e di fondare la rivista Daimon (1918-1922) assieme a importanti collaboratori, quali Alfred Adler, con il quale conserverà una lunga amicizia, Arthur Schnitzler, Franz Werfel, Martin Buber, e Max Brod. Il titolo della rivista fa riferimento alla parola greca "demone", che indica sia lo spirito buono sia quello cattivo insito in ogni persona, oltre a designare il concetto di genio. Grazie a questa rivista, Moreno iniziò a diffondere i suoi studi e le sue teorie sullo psicodramma, in particolare tre dialoghi considerati protocolli assiodrammatici .
Nel 1918 Moreno divenne ufficiale sanitario a Bad Vöslau, a 40 chilometri a sud di Vienna. Qui abitò nella casa di Maital 4 a cui rimase sempre affettivamente legato e che attualmente costituisce monumento protetto in sua memoria. Gli fu anche affidato l'incarico di medico di fabbrica, lavoro che gli rendeva abbastanza da permettergli di prestare i suoi servizi gratuitamente agli abitanti del paese. Durante questo periodo, conobbe Marianne Lornitzo, la quale divenne presto la sua segretaria, amante e musa. 
Nel 1920, anche grazie alla relazione con Marianne, Moreno scrisse "Le parole del padre", un testo complesso, onirico, con importanti riferimenti all'idea di padre, creazione e divinità.
Moreno fondò il teatro della spontaneità nel 1921 a Vienna, e la sera del 1 aprile 1921 ebbe luogo la prima dimostrazione di quello che in seguito venne chiamato sociodramma: dopo aver affittato il Komodienhaus, lasciò una poltrona vuota sul palcoscenico, invitando i presenti a sedervisi e ad agire il ruolo del re.
Emigrò negli Stati Uniti nel 1926, dopo aver lasciato Marianne, e una volta superate le difficoltà iniziali ad inserirsi nel mondo professionale e grazie alla relazione con Beatrice Beecher (che sposerà per ottenere il visto e dalla quale divorzierà nel 1934), legata da una vecchia amicizia con la famiglia del Presidente Abramo Lincoln, creò le basi dello psicodramma nel 1930, riuscendo ad estenderne notevolmente la diffusione; sviluppò la ricerca delle interazioni sociali all'interno dei gruppi, specialmente formati da ragazzi; introdusse il concetto di sociometria e della psicologia di gruppo nel 1932 e infine la teoria dei ruoli nel 1934.
Nel 1931 venne incaricato di svolgere una ricerca presso il carcere di Sing Sing, nel quale studiò le applicazioni della psicoterapia di gruppo in ambito detentivo. Successivamente, nel 1934, divenne direttore di ricerca dell'Istituto femminile di Hudson. Qui conobbe Florence Bridge, che divenne sua moglie nel 1938. Da questa relazione nacque Regina, nel 1939. Il matrimonio tra Moreno e Florence si concluse nel 1948, quando lei si allontanò definitivamente da Beacon. 
Nel 1936, Moreno creò una clinica psichiatrica privata completa di un teatro terapeutico e di una casa editrice (Beacon House): questo fu il periodo di consolidamento e diffusione dello psicodramma.
Nel 1941 incontrò Zerka Toeman, che successivamente divenne sua moglie, oltreché valente collaboratrice e dirigente sia della clinica che dell'istituto di sociometria. Dal matrimonio con Zerka nacque Jonathan, che venne cresciuto con tecniche psicodrammatiche.
Nel 1942, Moreno fondò l'ASGPP (American Society of Group Psychoterapy and Psychodrama).
Nel secondo dopoguerra Moreno si attivò in intensi e prolungati viaggi di lavoro oscillanti tra l'America e l'Europa, dove, soprattutto in Francia e in Gran Bretagna, presenziò a innumerevoli congressi.
Moreno morì il 14 maggio 1974, a Beacon, in seguito a una crisi cardiaca, e fu sepolto a Vienna, secondo i suoi desideri, con questa iscrizione: Fondatore della Sociometria, della psicoterapia di gruppo, dello psicodramma “L’uomo che portò la gioia e il sorriso nella psichiatria”.
Sua moglie, Zerka Toeman Moreno, dopo aver lasciato il complesso di Beacon destinato ad essere abbattuto, ha continuato, negli Stati Uniti, l'attività di scrittrice di libri sullo psicodramma. Tra i suoi studenti più rappresentativi, Anne Ancelin Schutzenberger.

## Le sue teorie
Tutte le sue innovative teorie e i suoi metodi erano basati su una nuova forma di ricerca attiva (action methods), e su un nuovo approccio sistemico della psichiatria sociale ("sociatria").
Non è un caso che venga considerato il fondatore della "microsociologia", ovvero di quella osservazione microscopica dei fenomeni associativi. Moreno analizzò piccoli gruppi, parzialmente isolati dal contesto sociale.
La convinzione di Moreno è che il gruppo costituisca l'atomo funzionale delle dinamiche sociali, e che mescolandosi con altri gruppi formi strutture sempre più complesse.
Tutto il pensiero di Moreno ruota intorno ai concetti cardine di ruolo, relazione interpersonale, creazione, creatività e spontaneità.
Le sue tecniche hanno una valenza clinico-terapeutica, ma vengono usate anche nella psicologia industriale, un ambito della Psicologia del lavoro e delle organizzazioni, nella formazione, nella psicologia scolastica e in numerosi altri contesti, essendo una metodologia molto versatile, flessibile e utilizzabile in qualsiasi ambito clinico, formativo ed educativo.